# 耶鲁 (南达科他州)
耶鲁（英語：Yale）是美国南达科他州下属的一座城鎮。根据2010年美国人口普查，该鎮有人口109人。论人口在本州排行第228。